# 청주혜화학교
청주혜화학교는 충청북도 청주시 서원구 구암리에 위치한 지체장애인을 위한 공립 특수학교이다.

## 연혁
- 1988년 3월 21일 : 개교